# Waihi Beach
Waihi Beach ist ein Küsten- und Ferienort im Western Bay of Plenty District der Region Bay of Plenty auf der Nordinsel von Neuseeland.

## Geographie
Der Ort befindet sich rund 10 km südostöstlich von Waihi und rund 37 km nordwestlich von Tauranga im westlichen Teil der Bay of Plenty. Der Ort ist über eine Landstraße direkt von Waihi aus zu erreichen oder von Athenree aus über eine Küstenstraße. über beide Ort besteht ein Anschluss an den New Zealand State Highway 2.

## Geschichte
Māori haben hier bereits vor Ankunft der Europäer lange Zeit gesiedelt. Zahlreiche befestigte Dörfer (Pā) befanden sich im Umkreis von wenigen Kilometern um Waihi Beach. Die europäische Besiedelung begann ernsthaft erst mit der Entdeckung von Gold im Jahre 1870. Die Erze erwiesen sich jedoch als schwer zugänglich und die einzige rentable Mine war über viele Jahre Martha Mine in der Stadt Waihi. Ende des 19. Jahrhunderts ließ die Minengesellschaft am Nordende von Waihi Beach Hütten für ihre Arbeiter errichten. Das gesunde Seeklima sollte deren durch die Arbeit im Untertagebau schwer geschädigten Lungen kurieren – so entstand der Ort Waihi Beach.

## Bevölkerung
Zum Zensus des Jahres 2013 zählte der Ort 1935 Einwohner, 9,0 % mehr als zur Volkszählung im Jahr 2006.

## Tourismus
Waihi Beach und die nahe gelegene Siedlung Bowentown am Westende des Tauranga Harbour sind beliebte Ferienorte. Wandermöglichkeiten, Picknickplätze und der Strand zum Baden und Wassersport ziehen in den Sommermonaten zahlreiche Touristen an.

## Naturschutz
Die Dünen hinter dem Strand stehen unter Naturschutz und Zugangswege zum Strand sind reglementiert und ausgeschildert. Nördlich von Waihi Beach befindet sich das 145 Hektar große Orokawa Scenic Reserve, das per Wanderweg erschlossen werden kann.